# 萨拉乌苏遗址
萨拉乌苏遗址是位于中国北方内蒙古河套地区的一处旧石器时代晚期遗址，因在乌审旗的萨拉乌苏河沿岸而得名。现为全国重点文物保护单位。

## 研究简史
萨拉乌苏遗址是法国传教士、考古学家、古生物学家桑志华（Emile Licent）于1922年（民国十一年）发现的。早在1918年，桑志华就在萨拉乌苏河地区进行了哺乳动物化石标本的采集工作。1922年夏，桑志华在该地发现了大量哺乳动物化石。随后，其同事，法国古生物学家德日进（Pierre Teilhard de Chardin）在研究标本的过程中，意外地在羚羊牙齿和驼鸟蛋片中发现了一颗化石程度很深的人类上门齿。次年，二人在当地开展了正式发掘，取得了丰硕的成果。这两年间，他们还在邵家沟湾河谷发现了石器。1928年，德日进、桑志华等出版了关于河套地区旧石器的研究专著，名为《中国旧石器文化》（Le Paléolithique de la Chine）。后来，加拿大解剖学家步达生将这颗牙齿命名为“Ordos Tooth”（直译：鄂尔多斯牙齿），后来裴文中将其进一步阐述为河套人。
1956年，内蒙古自治区博物馆的汪宇平对萨拉乌苏河沿岸进行了两次考古调查，在范家沟湾发现了一处新的旧石器地点，并在现代河流堆积中找到人类顶骨和股骨化石各一件。1962年，汪宇平在萨拉乌苏河的第二级阶地河流堆积层中，又发现一具相当完整的人类头骨。
1978年-1980年间，中国科学院古脊椎动物与古人类研究所等单位再次对该地进行了考察，采集到一批人类化石，其中6件是从首次原生地层发现的。同时还在1956年发现的旧石器地点中，发现了丰富的文化遗物。

## 考古发现

### 人类化石
早期发现的人类化石包括8岁左右儿童的左侧上门齿以及一枚股骨。加上中华人民共和国成立后的两次发掘成果，现总共发现人类化石23块。其中出自原生地层的6块包括额骨2块，枕骨、下颌骨、肩胛骨和胫骨各1块。